# Rebutia canigueralii
Rebutia canigueralii är en kaktusväxtart som beskrevs av Martín Cárdenas Hermosa. Rebutia canigueralii ingår i släktet Rebutia och familjen kaktusväxter. Inga underarter finns listade i Catalogue of Life.